# Perseguida
 Perseguida  (original: Second Chance) és una pel·lícula estatunidenca de Rudolph Maté estrenada el 1953 i doblada al català.

## Argument
La companya d'un gàngster és protegida per un boxejador enamorat d'ella.

## Repartiment
- Robert Mitchum: Russ Lambert
- Linda Darnell: Clare Shepperd
- Jack Palance: Cappy Gordon
- Roy Roberts: Charley Malloy
- Dan Seymour: Felipe
- Fortunio Bonanova: Mandy
- Sandro Giglio: El Conductor
- Reginald Sheffield: Mr Woburn
- Margaret Brewster: Sra. Woburn
- Rodolfo Hoyos Jr: Vasco

## Al voltant de la pel·lícula
Aquesta pel·lícula ha donat una anècdota que es va produir en el rodatge. Els dos actors, Robert Mitchum i Jack Palance, són en un bar mexicà discutint en alta veu i burlant-se alegrement dels soldats del lloc. Hi ha militars presents al bar. Un d'ells, per desgràcia, entén perfectament l'anglès. Agafa el seu fusell i amenaça de fer saltar el cap dels estrangers. Els dos actors es salvaran gràcies a una fugida precipitada...
Tanmateix, l'equip de rodatge va continuar treballant en un ambient bastant agitat i hostil pels autòctons.